# آوریل ۲۰۰۹
آوریل ۲۰۰۹ یکی از ماه‌های ۲۰۰۹ (میلادی) است.

## ۱ آوریل ۲۰۰۹
- دولت جدید اسرائیل رای اعتماد گرفت

بنیامین نتانیاهو، رهبر حزب لیکود، سرانجام از کنست برای کابینه‌ی جدید خود رای اعتماد گرفت. او در جلسه رای اعتماد در کنست در مورد ادامه مذاکرات صلح با فلسطینیان سخنرانی کرد و سپس نمایندگان در مورد وزیران پیشنهادی به شور پرداختند و کابینه جدید خود رای اعتماد گرفت. پس از روشن شدن نتایج انتخابات سراسری اسرائیل، شیمعون پرس رئیس‌جمهوری اسرائیل از بنیامین نتانیاهو، رهبر حزب راست‌گرای لیکود خواسته بود تا دولت جدید اسرائیل را تشکیل دهد. دویچه وله فارسی، یدیعوت اخرونوت
- ملاقات نمایندگان ایران و آمریکا در حاشیه کنفرانس لاهه

ریچارد هالبروک، نماینده‌ی ایالات متحده آمریکا در امور افغانستان و پاکستان با محمدمهدی آخوندزاده، معاون وزیر خارجه‌ی ایران، در حاشیه‌ی کنفرانس لاهه با یکدیگر دیداری رسمی کرده‌اند. هیلاری کلینتون، وزیر امور خارجه آمریکا، این دیدار را «کوتاه و محترمانه» خوانده است. دویچه وله فارسی، بی‌بی‌سی فارسی

## ۲ آوریل ۲۰۰۹
- راه‌اندازی بزرگترین لیزر جهان

آزمایشگاه ملی لارنس لیورمور آمریکا پروژهٔ عظیم تاسیسات ملی احتراق را تکمیل و آمادهٔ کار اعلام کرد.نشریه فوتونیکس، کنترا کاستا تایمز
- دولت افغانستان حقوق زنان شیعه را محدودتر کرد

بر اساس قانون جدیدی که به امضاء حامد کرزای، رئیس جمهور افغانستان رسیده، زنان شیعه‌مذهب موظفند، در هر زمان نیازهای جنسی شوهرشان را برآورده کنند. بر طبق قانون جدید، زنان حق ندارند بدون اجازه‌ی همسر از منزل خارج شوند. قانون جدید خشم مدافعان حقوق زنان را برانگیخته است. دویچه وله فارسی

## ۳ آوریل ۲۰۰۹
- پارلمان فدرال کانادا نوروز را به رسمیت شناخت

پارلمان کانادا طرح رسمی شدن نوروز در این کشور را با رای موافق همگی اعضای حاضر در جلسه‌ی پارلمان، تصویب کرد. به این ترتیب اولین روز بهار در تقویم دولتی کانادا به نام نوروز نام‌گذاری خواهد شد. دویچه وله فارسی
- توافق هزار میلیارد دلاری گروه ۲۰ برای کمک به اقتصاد جهان

رهبران بزرگترین اقتصادهای جهان موسوم به گروه ۲۰ برای مقابله با بحران مالی جهانی به توافقی دست یافته‌اند که آنها را موظف به اجرای برنامه‌هایی به ارزش بیش از هزار میلیارد دلار می‌کند. همچنین گروه ۲۰ متعهد شد تا برای کمک به کشورهای آسیب‌دیده از بحران اقتصادی جهانی، منابع مالی که در اختیار صندوق جهانی پول قرار می‌گیرد را تا سه برابر افزایش دهد. بی‌بی‌سی فارسی، دویچه وله فارسی

## ۴ آوریل ۲۰۰۹
- نخست‌وزیر دانمارک به عنوان دبیرکل ناتو انتخاب شد

آندره فوگ راسموسن، نخست‌وزیر دانمارک به عنوان دبیرکل جدید پیمان ناتو انتخاب شد. اکثر اعضای ناتو به غیر از ترکیه از انتخاب آندره فوگ راسموسن، نخست‌وزیر دانمارک برای سمت دبیرکلی ناتو، حمایت می‌کردند. ترکیه به خاطر فعالیت یک ایستگاه تلویزیونی طرفدار حزب کارگران کردستان در خاک دانمارک و همچنین به دلیل موضع وقت نخست‌وزیر دانمارک در جنجال کاریکاتورهای محمد در یولاندز پستن، با انتخاب وی مخالفت می‌کرد که نهایتا با میانجی‌گری باراک اوباما، رئیس‌جمهور آمریکا تغییر رای داد. دویچه وله فارسی، بی‌بی‌سی فارسی، الجزیره انگلیسی

## ۵ آوریل ۲۰۰۹
- پرتاب موشک کره‌شمالی

کره شمالی اعلام کرد ماهواره مخابراتی کوانگ میونگ سونگ-۲ را به همراه موشک دوربرد یونها در مدار زمین قرار داده‌است. تعدادی از کشورها آن را یک آزمایش نظامی و نقض قطعنامه ۱۷۱۸ شورای امنیت دانسته‌اند. شورای امنیت با درخواست ژاپن برای تشکیل جلسه فوق‌العاده موافقت کرد. چین هوا، سی‌ان‌ان

## ۶ آوریل ۲۰۰۹
- بیش از ۱۵۰ کشته و ۵۰ هزار آواره در زلزله‌ی ایتالیا

در ساعت  ۳ و ۳۲ دقیقه صبح به وقت محلی، زمین‌لرزه‌ای به شدت دستکم ۸/۵ ریشتر مناطق مرکزی ایتالیا را لرزاند. علاوه بر کشته‌شدگان و آوارگان، ۱٬۵۰۰ نفر نیز زخمی شده‌اند. کانون زلزله شهر تاریخی لاکویلا با ۷۰ هزار جمعیت بوده است. دویچه وله فارسی
- اولویت‌های بودجه نظامی آمریکا تغییر می‌کند

بودجه ارتش ایالات متحده آمریکا در سال ۲۰۱۰ میلادی، افزایش خواهد یافت، ولی وزارت دفاع آمریکا، قصد دارد تا برخی از هزینه‌های مرتبط با خریدهای تسلیحاتی را کاهش دهد. پنتاگون همچنین در نظر دارد تا خرید جنگنده‌های اف-۲۲ رپتور را متوقف کند. همچنین وزارت دفاع آمریکا قصد دارد تا قرارداد ساخت نسل جدید بالگردهای ریاست‌جمهوری آمریکا را نیز لغو کند. بی‌بی‌سی فارسی
- بمب‌گذاری‌ها در بغداد ۳۰ کشته و ۱۳۰ مجروح به جای گذاشت

در اثر یک رشته بمب‌گذاری تروریستی در ساعات پر رفت و آمد صبح، در بغداد، پایتخت عراق دست‌کم ۳۰ نفر کشته و ۱۳۰ نفر زخمی شدند. بی‌بی‌سی فارسی

## ۷ آوریل ۲۰۰۹
- کشمکش بر سر اخراج متهم به کشتار یهودیان

دادگاهی در ایالات متحده آمریکا، مانع از استرداد جان دمیانیوک به کشور آلمان شد. جان دمیانیوک مشهور به «ایوان مخوف»  متهم به جنایت علیه بشریت و کشتار بیش از ۲۹ هزار زندانی یهودی در اردوگاه مرگ سوبی‌بور است. یک دادگاه بدوی در آمریکا حکم به استرداد وی به دولت آلمان داده بود. دویچه وله فارسی، وزارت امور خارجه اسرائیل
- تحریم‌های جدید دولت آمریکا علیه ایران

ایالات متحده آمریکا شش شرکت ایرانی و یک شهروند چینی را به اتهام همکاری با برنامه‌های موشکی و هسته‌ای ایران مورد تحریم قرار داده است. پنج شرکت ایرانی، از واحدهای متعلق به سازمان صنایع دفاعی ایران هستند. بی‌بی‌سی فارسی
- رئیس‌جمهور سابق پرو، آلبرتو فوجی‌موری محکوم شد

یک دادگاه عالی در لیما، پایتخت پرو، آلبرتو فوجی‌موری، رئیس‌جمهور سابق این کشور را در همه‌ی موارد مندرج در پرونده‌اش، از‌جمله نقشش در آدم‌ربایی، قتل و شکنجه مخالفان گناهکار شناخت. وی به ۲۵ سال زندان محکوم شد.الجزیره انگلیسی
- دیدار اوباما با دانشجویان ترکیه

باراک اوباما در یک جلسه پرسش و پاسخ با گروهی از دانشجویان ترک در استانبول دیدار کرد. وال استریت ژورنال

## ۸ آوریل ۲۰۰۹
- اسرائیل آزمایش موشکی انجام داد

وزارت دفاع اسرائیل تائيد کرد که موشک ضدموشک موشک ختس ۳، ساخت این کشور با موفقیت آزمایش شده‌است. این موشک برای دفاع در برابر حملات موشکی بالیستیک ایران و سوریه طراحی شده‌است. دویچه وله فارسی
- خبرنگار آمریکایی در ایران به جاسوسی متهم شد

رکسانا صابری خبرنگار اهل داکوتای شمالی که از ژانویه تا کنون در زندان اوین بسر می‌برد، به جاسوسی برای ایالات متحده آمریکا متهم شد. مقامات نظام جمهوری اسلامی ایران اعلام کردند که رکسانا صابری در زندان به اتهامات خود اعتراف کرده‌است. واشنگتن پست، لس آنجلس تایمز

## ۹ آوریل ۲۰۰۹
- بازداشت ۱۲ نفر به اتهام تروریسم در بریتانیا

نیروهای امنیتی بریتانیا در چند عملیات جداگانه، ۱۲ نفر را به اتهام ارتباط با گروه‌های تروریستی بازداشت کرده‌اند. بی‌بی‌سی فارسی
- اهدای تابلوی اوباما به کاخ سفید

یک سازمان حمایت از زنان ایرانی، تابلویی از باراک اوباما را به کاخ سفید هدیه داد. این تابلو اثر یک هنرمند ایرانی اهل کوپرتینو بوده و توسط مایکل هوندا، نماینده مردم ایالت کالیفرنیا به کاخ سفید تحویل داده شده است. شبکه ان بی سی در نیویورک، روزنامه سن خوزه مرکوری، روزنامه سانتاکروز سنتینال

## ۱۰ آوریل ۲۰۰۹
- زندان‌های مخفی سی‌آی‌ای تعطیل می‌شوند

لئون پانتا، مدیر آژانس اطلاعات مرکزی آمریکا اعلام کرد که سیا از این پس از زندان‌های مخفی واقع در خارج از خاک آمریکا برای بازجویی از مظنونان متهم به دست‌داشتن در اقدامات تروریستی استفاده نخواهد کرد. رئیس سیا همچنین اعلام کرد که زندان‌های مخفی موجود نیز بطور دائم تعطیل خواهند شد. بی‌بی‌سی فارسی
- احمدی‌نژاد گسترش  فعالیت‌های اتمی ایران را اعلام کرد

محمود احمدی‌نژاد رئیس‌جمهور ایران، در روز ملی انرژی هسته‌ای در ایران، با افتتاح نخستین مجتمع تولید سوخت هسته‌ای ایران در اصفهان، با اعلام تکمیل چرخه سوخت ایران، گسترش فعالیت‌های هسته‌ای ایران را اعلام کرد. قرار است این مجتمع، سوخت مورد نیاز نیروگاه آب‌سنگین اراک را تولید کند. بی‌بی‌سی فارسی، دویچه وله فارسی
- اعدام سه تن از متهمان انفجار شیراز

سه تن از متهمان به دست داشتن در انفجار حسینیه رهپویان وصال شیراز (۲۴ فروردین ۱۳۸۷) در زندان عادل آباد شیراز به دار آویخته شدند.پيش از اين کانون مدافعان حقوق بشر در ايران با انتشار بيانيه ای  از« عدم رعايـت ضوابط دادرسی عادلانه» در این پرونده خبر داده بود. ایرنا ، بی بی سی فارسی ، صدای امریکا

## ۱۱ آوریل ۲۰۰۹
- عبدالعزيز بوتفليقه برای سومین دوره رئیس‌جمهور  الجزاير شد

عبدالعزيز بوتفليقه با کسب حدود ۷۵٪ آرای اخذ شده، برای سومین دوره به مقام ریاست جمهوری الجزایر برگزیده شد. گروه‌های اپوزسیون انتخابات را تحريم کرده بودند. العربیه فارسی

## ۱۲ آوریل ۲۰۰۹
- مراسم عید پاک در واتیکان برگزار شد

آئین عید پاک در میدان سن پتر واتیکان با حضور پاپ بندیکت شانزدهم برگزار شد. در این مراسم دود ۱۰۰هزار نفر حضور داشتند. عید پاک، مهم‌ترین عید در آیین مسیحیت است. در این روز، مسیحیان مراسم یادبود رستاخیز عیسی مسیح را پس از مصلوب‌شدن برگزار می‏کنند. عید پاک، برای مسیحیان سراسر جهان، وعده‌ی خداوند به زندگی جاودانه‌ی پس از مرگ است. دویچه وله فارسی
- دولت تایلند در بانکوک وضعیت اضطراری اعلام کرد

با اعلام وضعیت فوق‌العاده در بانکوک، پایتخت تایلند، برگزاری هر گونه گردهمایی و تظاهرات ممنوع اعلام شد. دولت تایلند با این اقدام در صدد مهار ناآرامی‌های اخیر در کشور است. پس از اعلام وضعیت اضطراری در بانکوک، حدود ۵۰ نفر از تظاهرکنندگان خشمگین به ساختمان وزارت کشور تایلند هجوم بردند. دویچه وله فارسی
- افزایش نظارت امنیتی بر اینترنت در ایران

مجلس شورای اسلامی بررسی مساله افزایش نظارت بر وبگاه‌های اینترنتی را در دستور کار خود قرار داده‌است. کمیسیون‌های فرهنگی و امنیت ملی و سیاست خارجی از سپاه پاسداران انقلاب اسلامی خواسته‌اند تا در مورد اقدامات خود در مورد دستگیری گروهی به اتهام راه‌اندازی وبگاه‌های مرتبط با آمیزش جنسی و اعمال ضد دین به این کمیسیون‌ها گزارش دهد. سازمان جدید وابسته به سپاه پاسداران، «اداره مبارزه با جرایم سازمان یافته اینترنتی» نام دارد. بی‌بی‌سی فارسی، رادیو زمانه
- تدوین پیش‌نویس بیانیه شورای امنیت علیه کره شمالی

پنج عضو دایم شورای امنیت سازمان ملل متحد در مورد پیش‌نویس بیانیه‌ای به توافق رسیده‌اند که به گفته دیپلمات‌ها، پرتاب راکت اخیر کره شمالی به فضا را محکوم می‌کند. بی‌بی‌سی فارسی

## ۱۳ آوریل ۲۰۰۹
- لغو محدودیت‌های سفر به کوبا

پس از ۵۰ سال، باراک اوباما رفت وآمد شهروندان آمریکایی و ارسال پول به کوبا را آزاد کرد. بی‌بی‌سی فارسی، یاهو نیوز
- مصر حزب‌الله لبنان را به برهم زدن ثبات آن کشور متهم کرد

دادستانی مصر با متهم کردن حزب‌الله لبنان به جاسوسی و تلاش برای بی‌ثبات کردن مصر، از بازداشت گروه ۴۹ نفره‌ای خبر داد که با دستور گرفتن از سید حسن نصرالله، دبیر کل حزب‌الله لبنان، علیه امنیت ملی مصر فعالیت می‌کردند. دویچه وله فارسی، بی‌بی‌سی فارسی
- تعداد زیادی از دانشگاهیان ترکیه دستگیر شدند

قوه قضائیه ترکیه دستور بازداشت تعداد زیادی از دانشگاهیان این کشور را صادر کرد. آنها متهم هستند که سقوط دولت رجب طیب اردوغان، نخست وزیر ترکیه، را برنامه‌ریزی کرده‌اند. دانشگاه‌های ترکیه به عنوان سنگرهای وفاداران به تفکرات کمال آتاتورک به حساب می‌آیند و خواستار جدایی دین از سیاست هستند. دویچه وله فارسی
- عمل جراحی پیوند صورت با موفقیت پایان یافت

در یک عمل جراحی ۱۷ ساعته در بوستون، پزشکان موفق به پیوند صورت یک بیمار شدند. این نوع عمل جراحی در جهان بسیار نادر بوده و به تعداد انگشتان دست تاکنون انجام گرفته. شبکه‌ ای‌بی‌سی نیوز، فاکس نیوز

## ۱۴ آوریل ۲۰۰۹
- شورای امنیت کره شمالی را محکوم کرد

شورای امنیت سازمان ملل متحد به اتفاق آرا آزمایش موشکی کره شمالی به تاریخ ۵ آپریل ۲۰۰۹ میلادی را محکوم کرد. شورای امنیت همچنین خواستار تشدید تحریم‌های کره شمالی به خاطر آزمایش موشکی اخیر شد. بی‌بی‌سی فارسی
- دادگاه رکسانا صابری پشت درهای بسته برگزار شد

دادگاه رکسانا صابری، روزنامه‌نگار ایرانی-آمریکایی، پشت درهای بسته دادگاه انقلاب آغاز شد. یک سخنگوی دادگستری جمهوری اسلامی در تهران گفت، رکسانا صابری در نخستین روز محاکمه فرصت یافته از خود دفاع کند. اتهام صابری جاسوسی برای آمریکا اعلام شده است. دویچه وله فارسی
- قرارداد تسلیحاتی بی‌سابقه میان روسیه و اسرائیل

برای اولین بار، روسیه یک قرارداد تسلیحاتی به ارزش ۳۷ میلیون یورو با اسرائیل امضا کرده است. به موجب این قرارداد، اسرائیل هواپیماهای جاسوسی بدون سرنشین پیشرفته در اختیار روسیه قرار می‌دهد. این معامله بخشی از تلاش اسرائیل برای منصرف‌کردن روسیه از تحویل موشک‌های اس-۳۰۰ به ایران تلقی شده است. دویچه وله فارسی
- خیابان‌های تایلند به سنگرهای مشتعل مخالفان دولت تبدیل شده است

درگیری‌ قدرت در تایلند همچنان ادامه دارد و خیابان‌های بانکوک صحنه‌ی رفت و آمد تانک‌های زرهی شده است. به گفته‌ی رئیس ستاد ارتش تایلند، نیروهای نظامی این کشور برای پایان بخشیدن به ناآرامی‌ها از تمام قوا استفاده خواهند کرد. دویچه وله فارسی

## ۱۵ آوریل ۲۰۰۹
- اخراج بازرسان هسته‌ای سازمان ملل توسط کره شمالی

کره شمالی همکاری با آژانس بین‌المللی انرژی هسته‌ای را متوقف کرده و از بازرسان آژانس خواسته تا هر چه سریع‌تر خاک این کشور را ترک کنند. آمریکا، چین و روسیه از کره شمالی خواسته‌اند تا در تصمیم خود تجدید نظر کند و به تعهدات بین‌المللی خود پایبند باشد. بی‌بی‌سی فارسی
- اپوزیسیون تایلند موقتا به اعتراضات خود پایان داد

مخالفان دولت تایلند موقتاَ به اعتراضات خود به دولت آبهیسیت وجاجیوا، نخست‌وزیر این کشور، پایان دادند. یک روز پس از درگیری‌های شدید با ۲ کشته و بیش از ۱۰۰ زخمی، هزاران تظاهرکننده از مناطق اطراف مقر دولت در بانکوک خارج شدند. رهبران اپوزیسیون پس از استقرار صدها سرباز و چندین دستگاه تانک اعلام کردند که اعتراضات به طور موقت پایان می‌دهند. دویچه وله فارسی
- در دره‌ی سوات پاکستان قوانین شرعی حاکم می‌شود

آصف‌علی زرداری، رییس‌جمهوری پاکستان قانون جاری‌شدن احکام شرع اسلام در دره‌ی سوات، واقع در شمال این کشور را امضا کرد. وی به این ترتیب به یکی از خواسته‌های کانونی طالبان تمکین کرد. دویچه وله فارسی
- پلیس فلسطین در مسجدی در کرانه باختری کارخانه بمب‌سازی کشف کرد

پلیس فلسطین در زیرزمین مسجدی واقع در کرانه‌ی باختری رود اردن، یک کارخانه بمب‌سازی متعلق به شاخه نظامی حماس را کشف کرد. آسوشیتد پرس

## ۱۶ آوریل ۲۰۰۹
- انتخابات سراسری هند آغاز شد

پانزدهمین انتخابات سراسری هند، آغاز شد. بیش از ۷۰۰ میلیون هندی، واجد شرایط برای رای‌دادن هستند. احزاب اصلی در انتخابات سراسری هند، شامل کنگره ملی هند، حزب خلق هند و حزب کمونیست هند می‌شوند. وزارت کشور هند، زمان اعلام نتایج را ۱۶ مه ۲۰۰۹ اعلام کرده است. پارلمان جدید هند باید در روز ۲ ژوئن ۲۰۰۹ تشکیل شود. بی‌بی‌سی انگلیسی، الجزیره انگلیسی
- حمله به تظاهرات زنان معترض به قانون خانواده در افغانستان

تظاهرات صدها زن افغانی در کابل علیه قانون جدید خانواده‌ که به امضاء حامد کرزای، رئیس‌جمهور افغانستان هم رسیده، با حمله و اقدامات خشن اسلام‌گرایان شیعه درهم شکسته شد. برمبنای قوانین جدید خانواده برای شیعه‌مذهبان افغانستان، حقوق اجتماعی مردان به شدت افزایش یافته و زنان موظفند، دست کم هر چهار روز یکبار، با همسرانشان آمیزش جنسی داشته باشند. بر مبنای قانون جدید، زنان باید تنها زمانی که شوهرانشان می‌خواهند، آرایش کنند و حق ندارند بدون اجازه‌ی همسر خود از منزل خارج شوند. دویچه وله فارسی، الجزیره انگلیسی

## ۱۷ آوریل ۲۰۰۹
- مدیران معروفترین سایت اشتراک فایل جهان محکوم شدند

در رسیدگی به یک پرونده حقوقی بسیار مهم، دادگاهی در سوئد چهار نفر را به دلیل اداره معروف‌ترین وب‌گاه اشتراک فایل در جهان به زندان محکوم کرد. مدیران وبسایت معروف پایرت بی (The Pirate Bay) که محل جستجو و رد و بدل‌کردن فایل‌های تورنت است، به اتهام نقض حق تکثیر (قانون حمایت از حقوق مؤلفان) مجرم شناخته شده و به یک سال زندان و پرداخت ۳۰ میلیون کرون جریمه مالی محکوم شدند. بی‌بی‌سی فارسی، نیویورک تایمز، رویترز
- خودداری اوباما از محاکمه‌ی بازجویان سازمان سیا

باراک اوباما، رئیس‌جمهوری ایالات متحده آمریکا، به ماموران سازمان سیا که در بازجویی‌های خود از زندانیان، از روش‌های سخت و مناقشه‌برانگیز استفاده کرده بودند، قول داد که مجازات نخواهند شد. یکی از این روش‌ها «القای خفگی در آب» بود. این روش که اصطلاحا «واتر بوردینگ» نامیده می‌شود، به زندانی احساس خفگی در آب دست می‌دهد. باراک اوباما، این روش بازجویی سخت را بلافاصله پس از آغاز ریاست‌جمهوری خود، ممنوع اعلام کرد. دویچه وله فارسی
- مرقد دو امام شيعه در سامرا توسط دولت عراق گشايش يافت

مرقد دو امام شیعه، حسن عسکری و علی نقی که در انفجار تروریستی ۲۲ فوریه ۲۰۰۶ میلادی، تخریب شده بود و موجب شد تا گردونه‌ای از خشونت و کشتارهای فرقه‌ای در عراق بوجود آید، پس از بازسازی‌های گسترده، توسط دولت عراق بازگشایی شد. العربیه فارسی

## ۱۸ آوریل ۲۰۰۹
- اعلان جنگ مواد مخدر در مکزیک

در نخستین سفر باراک اوباما -رئیس‌جمهوری ایالات متحده آمریکا- به مکزیک، رهبران دو کشور خواستار مبارزه‌ای قاطع علیه شبکه‌های قاچاق مواد مخدر به آمریکا و ارسال اسلحه به مکزیک شدند. از اوایل سال ۲۰۰۸ حدود ۷ هزار نفر در جنگ علیه این شبکه‌ها کشته شده‌اند. دویچه وله فارسی+اطلاعات بیشتر از ویکی‌پدیای فارسی
- رکسانا صابری به هشت سال زندان محکوم شد

دادگاه انقلاب رکسانا صابری خبرنگار ایرانی آمریکائی را به جرم جاسوسی برای آمریکا به ۸ سال زندان محکوم کرد. رادیو زمانه

## ۱۹ آوریل ۲۰۰۹
- فرانسه «فرمانده نظامی» اِتا را بازداشت کرد

منابع دولتی اسپانیا اعلام کردند که یوردان مارتیتگی، فرمانده نظامی اِتا طی عملیاتی مشترک، در جنوب غربی فرانسه دستگیر شده است. گروه اِتا خواستار جدایی بخش باسک از اسپانیا است و برای رسیدن به اهداف خود به عملیات مسلحانه می‌پردازد. بر اساس برخی آمار، اِتا مسئول مرگ بیش از ۸۲۰ نفر در عملیات ۴۰ ساله‌اش برای استقلال ناحیه باسک شناخته می‌شود. بی‌بی‌سی فارسی
- واگذاری مدارس دخترانه در ایران به حوزۀ علمیه قم

در ایران، وزارت آموزش و پرورش این کشور با امضای قراردادی بیش از چهار هزار مدرسه ابتدائی، راهنمایی و دبیرستان دخترانه را به حوزه علمیه قم واگذار کرده است. قرارداد این واگذاری از سوی مقامات دو نهاد با هدف ایجاد مدارس پیش‌حوزه‌ای، به امضاء رسیده است. دویچه وله فارسی، صدای فرانسه

## ۲۰ آوریل ۲۰۰۹
- اعتراضات گسترده به سخنرانی محمود احمدی‌نژاد در نشست دوربان

اظهارات محمود احمدی‌نژاد، رئیس جمهوری اسلامی ایران درباره اسرائیل و شورای امنیت سازمان ملل متحد منجر به اعتراض بسیاری از شرکت‌کنندگان در کنفرانس و خروج نمایندگان بسیاری از کشورهای غربی از محل سخنرانی شد. بان کی‌مون، دبیرکل سازمان ملل متحد، سخنان محمود احمدی‌نژاد را «نامناسب و اخلال‌گرانه» توصیف کرد. بی‌بی‌سی فارسی، نیویورک تایمز، یدیعوت اخرنوت، اورشلیم پست
- اوباما: «رکسانا صابری جاسوس نیست»

باراک اوباما، رئیس‌جمهور ایالات متحده آمریکا اعلام کرد که رکسانا صابری، درگیر هیچ‌گونه فعالیت جاسوسی نبوده‌است. در این زمینه همچنین هانس رودولف مرز، رئیس‌جمهوری سوئیس در دیدار با محمود احمدی‌نژاد درباره رکسانا صابری گفتگو کرد. رکسانا صابری، روزنامه‌نگار آمریکایی که پدری ایرانی دارد، از سوی دادگاه انقلاب در ایران به جرم جاسوسی و اتهام خریدوفروش مشروبات الکلی به هشت سال زندان محکوم شده‌است. بی‌بی‌سی فارسی

## ۲۱ آوریل ۲۰۰۹
- اتحادیه‌ی اروپا خواهان آزادی رکسانا صابری شد

اتحادیه اروپا محاکمه‌ی رکسانا صابری، خبرنگار ۳۱ ساله ایرانی-آمریکایی را دارای معیارهای استاندارد و شفاف  ندانست و خواستار آزادی رکسانا صابری توسط نظام جمهوری اسلامی ایران شد. از سوی دیگر محمود هاشمی شاهرودی، رئیس قوه قضائیه جمهوری اسلامی ایران، دستور بازرسی مجدد این پرونده را صادر کرد. دویچه وله فارسی

## ۲۲ آوریل ۲۰۰۹
- تصویب زودرس بیانیه‌ی پایانی کنفرانس دوربان ۲

ناوانتم پیلای، کمیسر عالی حقوق بشر سازمان ملل متحد، امضای زودرس بیانیه‌ی پایانی کنفرانس ضدنژادپرستی را پاسخی به سخنان ضداسرائیلی محمود احمدی‌نژاد، رئیس‌جمهور ایران خواند. وی در این رابطه تصریح کرد: «این واقعیت که بیانیه پایانی به استثنای ۹ کشور، از سوی همه کشورهای شرکت‌کننده مورد تأیید قرار گرفته، پاسخ ماست؛ پاسخی که من آن را موفقیت‌آمیز می‌دانم». دویچه وله فارسی
- بهمن قبادی: «رکسانا صابری نامزد من است و بی‌گناه؛ آزادش کنید»

بهمن قبادی، فیلم‌ساز مشهور ایرانی در نامه‌ای خطاب به همه دولت‌مردان و سیاست‌مداران ایران اعلام کرد که رکسانا صابری «نامزد و دوست» او است و از مقامات نظام جمهوری اسلامی ایران خواسته‌است تا او را رها کنند. بی‌بی‌سی فارسی

## ۲۳ آوریل ۲۰۰۹
- ۵۶ زائر ایرانی در انفجار تروریستی شرق عراق کشته شدند

یک عامل انتحاری  زمانی که شش دستگاه اتوبوس حامل زائران ایرانی برای نماز و صرف ناهار درمقابل یک رستوران بین راهی توقف کرده بودند، خود را به داخل رستوران رساند و کمر بند انفجاری را منفجر کرد.خبرگزاری ایرنا
- انتخابات عمومی در آفریقای جنوبی و قطعی بودن پیروزی کنگره ملی آفریقا

بیست و سه میلیون شهروند حائز شرایط شرکت در انتخابات در آفریقای جنوبی، برای انتخاب اعضای پارلمان و شوراهای استانی به پای صندوق‌های رأی فراخوانده شدند. این چهارمین انتخابات سراسری در آفریقای جنوبی پس از لغو نظام تبعیض نژادی یا آپارتاید است. پس از اعلام نتایج قطعی انتخابات، اعضای پارلمان جدید، رئیس‌جمهوری جدید آفریقای جنوبی را برخواهند گزید. رادیو بین‌المللی فرانسه، الجزیره انگلیسی
- تلاش دولت احمدی‌نژاد برای پائین‌آوردن سن رأی‌دادن به ۱۵ سال

هیأت وزیران ایران به ریاست محمود احمدی‌نژاد، لایحه‌ای فوری با قید دو فوریت را به مجلس شورای اسلامی فرستاد که حداقل سن واجدان شرایط رأی دادن در انتخابات ریاست جمهوری را از ۱۸ سال به ۱۵ سال کاهش می‌دهد. بی‌بی‌سی فارسی
- پاکستان، کشورهای هند و افغانستان را به دخالت در بلوچستان متهم کرد

دولت پاکستان مدعی شده‌است که پیکارجویان بلوچ با حمایت هند و افغانستان، در حال نبرد با ارتش پاکستان بر سر کنترل ایالت بلوچستان پاکستان، در جنوب غربی آن کشور هستند. در همین حال آصف علی زرداری، رییس‌جمهوری پاکستان، به منظور برقراری صلح در دره‌ی سوات، کنترل این منطقه را به طالبان سپرد. طالبان پس از موافقت زرداری توانست قوانین شریعت اسلام را در این منطقه‌ی واقع در شمال غربی پاکستان، حاکم کرده و به اجرا درآورد. بی‌بی‌سی فارسی، دویچه وله فارسی

## ۲۴ آوریل ۲۰۰۹
- کنگره ملی آفریقا، برنده انتخابات آفریقای جنوبی

پس از شمارش ۸۵ درصد از آرای به دست‌آمده در انتخابات پارلمانی در آفریقای جنوبی، کنگره ملی آفریقا توانسته‌است، حدود ۶۷ درصد آرا را به خود اختصاص دهد. اتحاد دمکراتیک با ۱۶ درصد آرا و گروه جدا شده از کنگره ملی آفریقا با حدود هشت ‌درصد در جایگاه دوم و سوم قرار دارند. دویچه وله فارسی
- بمب‌گذاری انتحاری در حرم موسی کاظم

تنها یک روز پس از دو حمله انتحاری در عراق که به کشته‌شدن بیش از ۸۰ نفر منجر شد، دو حمله انتحاری دیگر در کاظمین بیش از ۶۰ کشته بر جای گذاشته‌است. منابع خبری کشته‌شدن ۲۵ ایرانی را در اثر انفجارهای کاظمین تایید کرده‌اند. بی‌بی‌سی فارسی
- ختم تولید پونتیاک

جنرال موتورز اعلام کرد که پس از ۸۲ سال، تولید خودروهای پونتیاک را قطع خواهد کرد. بیزنس ویک

## ۲۵ آوریل ۲۰۰۹
- رکسانا صابری اعتصاب غذا کرده است

رکسانا صابری خبرنگار ایرانی-آمریکایی که بیش از دو ماه است در زندان اوین به‌سر می‌برد، در اعتراض دست به اعتصاب غذا زده است. نظام جمهوری اسلامی ایران در دادگاهی غیرعلنی، این خبرنگار را به اتهام «جاسوسی برای ایالات متحده‌ی آمریکا» به ۸ سال زندان محکوم کرده است. دویچه وله فارسی، بی‌بی‌سی فارسی
- کنگره‌ی ملی آفریقا به دوسوم آرای انتخابات آفریقای جنوبی دست نیافت

کنگره‌ی ملی آفریقا در آفریقای جنوبی، توانست انتخابات پارلمانی را آشکارا ببرد، ولی با اختلافی اندک نتوانست به دو سوم آرای مورد نظر خود دست‌یابد. به این ترتیب، جاکوب زوما، نامزد اصلی کنگره‌ی ملی آفریقا، احتمالا اوایل ماه مه از سوی پارلمان تازه‌ی کشور، به ریاست‌جمهوری آفریقای جنوبی برگزیده خواهد شد. دویچه وله فارسی
- اعلام عقب‌نشینی طالبان از ناحیه‌ای حساس در پاکستان

طالبان می‌گوید که در حال عقب‌نشینی از ناحیه‌ای در نزدیکی اسلام‌آباد، پایتخت پاکستان است. پیشروی و استقرار نیروهای طالبان در پاکستان، باعث نگرانی عمیق ایالات متحده آمریکا شده بود. پاکستان یک کشور هسته‌ای و دارای چندین بمب اتمی است. بی‌بی‌سی فارسی
- پارلمان اروپا: «مجاهدین خلق از عراق اخراج نشوند»

پارلمان اروپا در استراسبورگ، در بیانیه‌ای، از نوری مالکی نخست‌وزیر عراق خواست اطمینان حاصل کند که «هیچ اقدامی از سوی مقام‌های عراقی انجام نشود که ناقض حقوق بشر ساکنان اردوگاه اشرف باشد». حدود ۳٬۵۰۰ نفر از اعضای سازمان مجاهدین خلق، ساکن اردوگاه اشرف هستند. بی‌بی‌سی فارسی

## ۲۶ آوریل ۲۰۰۹
- آنفلوآنزای مکزیک «یک اپیدمی بالقوه است»

مارگارت چان، رئیس سازمان بهداشت جهانی می‌گوید یک ویروس تازه که ظن آن می‌رود عامل مرگ حداقل ۶۰ نفر در کشور مکزیک بوده باشد، توانایی بالقوه بدل‌شدن به یک اپیدمی گسترده را دارد. کارشناسان بهداشتی می‌گویند که آزمایش‌ها ظاهرا نشان‌دهنده ارتباط این موارد بیماری در مکزیک با یک ویروس آنفلوآنزای خوکی در جنوب ایالات متحده آمریکا است. بی‌بی‌سی فارسی، دویچه وله فارسی
- تظاهرات جهانی علیه «قانون احوال شخصیه اهل تشیع» افغانستان

در شهرهای لندن، اسلو و سیدنی، یک رشته تظاهرات هم‌زمان در اعتراض به قانون احوال شخصیه اهل تشیع افغانستان برگزار شد. تظاهرکنندگان خواستار تعدیل این قانون شده و می‌گویند برخی از مواد این قانون با قانون اساسی افغانستان، میثاق‌های بین‌المللی حقوق بشری، نظیر اعلامیه جهانی حقوق بشر، میثاق بین‌المللی حقوق مدنی و سیاسی و کنوانسیون امحای کلیه اشکال تبعیض علیه زنان تناقض جدی دارد. بی‌بی‌سی فارسی

## ۲۷ آوریل ۲۰۰۹
- افزایش تلفات آنفلوآنزای خوکی در مکزیک

هم‌زمان با افزایش تلفات آنفلوآنزای خوکی در مکزیک، تعداد موارد تایید شده این بیماری در سایر کشورها هم رو به افزایش است. مقام‌های وزارت بهداشت مکزیک می‌گویند به مرگ ۱۴۹ نفر در اثر ابتلا به آنفلوآنزای خوکی مشکوک هستند. همزمان ۷۵ مورد تایید شده آنفلوآنزای خوکی در کشورهایی مانند ایالات متحده آمریکا، کانادا، پادشاهی متحده، اسپانیا و اسرائیل گزارش شده‌است. بی‌بی‌سی فارسی
- ایران راه حل دو دولت فلسطینی و اسرائیلی را می‌پذیرد

محمود احمدی‌نژاد در مصاحبه‌ای با شبکه‌ی تلویزیونی آمریکایی ای‌بی‌سی، سیاست نظام جمهوری اسلامی ایران در مناقشه‌ی خاورمیانه را تعدیل کرد. وی گفت که دولت متبوعش مخالفتی با راه حل دو دولت مستقل فلسطینی و اسرائیلی ندارد. با این وجود وی  در مورد اینکه، در صورت انعقاد یک قرارداد صلح میان فلسطینی‌ها و اسرائیل، آیا روابط ایران و اسرائیل به حالت عادی برخواهد گشت، پاسخ روشنی نداد. دویچه وله فارسی، متن کامل مصاحبه از شبکه ای‌بی‌سی
- اقدامات پیشگیرانه جهانی در برابر آنفلوآنزای خوکی

در حالی‌که شمار تلفات آنفلوآنزای خوکی در مکزیک از مرز هشتاد نفر گذشته و مواردی از ابتلای به آن در چند نقطه دیگر جهان از جمله ایالات متحده آمریکا و کانادا مشاهده شده است. تعدادی از کشورها به اقداماتی برای مقابله با شیوع این بیماری از جمله نظارت بر ورود و خروج مبتلایان احتمالی و آمادگی برای واکسیناسیون همگانی مبادرت کرده‌اند. بی‌بی‌سی فارسی

## ۲۸ آوریل ۲۰۰۹
- دبیرکل سازمان ملل: «حزب‌الله لبنان عامل بی‌ثباتی‌ست»

یک ماه پیش از برگزاری انتخابات پارلمانی لبنان، بان کی‌مون، دبیر کل سازمان ملل متحد در گزارشی به شورای امنیت سازمان ملل متحد، حزب‌الله لبنان و سایر گروه‌های شبه‌نظامی را متهم به ایجاد بی‌ثبات‌ی در این کشور کرد. بان کی‌مون، هم‌چنین حزب‌الله لبنان را خطری برای آرامش و پیشبرد مردم‌سالاری در لبنان خواند. دویچه وله فارسی
- افزایش ۷۰٪ صادرات تسلیحاتی آلمان طی پنج سال

بر اساس گزارش انستیتوی پژوهش‌های صلح استکهلم (SIPRI)، صادرات تسلیحاتی آلمان، طی پنج سال گذشته حدود ۷۰ درصد افزایش را نشان می‌دهد. بر اساس این گزارش، آلمان طی پنج سال گذشته سهم بزرگ‌تری از بازار جهانی سلاح را به خود اختصاص داده است. در این مدت سهم آلمان در بازار جهانی از ۷ به ۱۰ درصد رسیده است. هم‌اکنون سهم ایالات متحده آمریکا در تجارت اسلحه ۳۱ درصد و روسیه ۲۵ درصد است. دویچه وله فارسی
- کاهش ۴۱٪ قیمت ملک در دوبی طی سه ماه

قیمت ملک در دوبی و هم‌چنین میزان ساخت و ساز در این منطقه که در سال‌های گذشته با سرعت زیادی افزایش داشته، از چند ماه پیش با شتابی زیاد روند سقوط را طی می‌کند. قیمت ملک در دوبی در شیخ‌نشین امارات در خلیج فارس، طی سه ماه گذشته ۴۱ درصد کاهش یافته‌است. بی‌بی‌سی فارسی

## ۲۹ آوریل ۲۰۰۹
- دادگاه ۲۷ فرانسوی به اتهام شکنجه و قتل یک یهودی آغاز شد

محاکمه‌ی ۲۷ مرد و زن فرانسوی به اتهام ربودن، شکنجه و قتل یک جوان یهودی فرانسوی به نام ایلان حلیمی، در دادگاهی در پاریس آغاز شد. متهم ردیف اول که یک مهاجر ساحل عاجی‌تبار است و دیگر متهمان این پرونده، متهم به داشتن گرایش‌های یهودستیزانه هستند. دویچه وله فارسی
- اعتصاب غذای گزارش‌گران بدون مرز در حمایت از رکسانا صابری

جمعی از سازمان گزارش‌گران بدون مرز، به عنوان اعتراض به محکومیت رکسانا صابری، روزنامه‌نگار ایرانی-آمریکایی، در پاریس دست به اعتصاب غذا زدند. رکسانا صابری، از هفته گذشته در زندان اوین در اعتصاب غذا به سر می‌برد. دولت آمریکا به شدت نسبت به وضعیت جسمانی وی ابراز نگرانی کرده است. دویچه وله فارسی، بی‌بی‌سی فارسی
- آنفلوآنزای خوکی در کشورهای بیشتری ظاهر شد

هم‌زمان با اخطار سازمان ملل متحد مبنی بر اینکه توانایی مهار آنفلوآنزای خوکی را ندارد، موارد تازه این بیماری در کشورهایی هم‌چون زلاندنو، اسپانیا و اسرائیل ظاهر شده‌است. بی‌بی‌سی فارسی، دویچه وله فارسی
- استرالیا نظامیان بیشتری به افغانستان می‌فرستد

کوین راد، نخست‌وزیر استرالیا، اعلام کرد که دستور افزایش شمار نظامیان این کشور در افغانستان را به منظور «کاهش تهدیدات تروریستی ناشی از تشدید بی‌ثباتی در افغانستان» صادر کرده و به زودی واحدهایی متشکل از چهارصد و پنجاه نفر به نفرات ارتش استرالیا در افغانستان خواهند پیوست. با ورود این واحدها، شمار نظامیان استرالیایی در افغانستان به یک‌هزار و پانصد و پنجاه نفر افزایش خواهد یافت. بی‌بی‌سی فارسی

## ۳۰ آوریل ۲۰۰۹
- مأموریت نظامی بریتانیا در عراق پایان یافت

ارتش بریتانیا با برگزاری جشنی به حضور نظامی خود در عراق پایان داد. بریتانیا پس از آمریکا بیشترین نیرو را در عراق داشت. شمار این نیروها گاه تا ۴۶ هزار نفر نیز رسید. این کشور عضو ناتو، ۱۷۹ نفر از نظامیان خود را در عراق از دست داد. دویچه وله فارسی
- سوءقصد به جان خانواده سلطنتی هلند

بئاتریکس، ملکه هلند و خانواده سلطنتی هلند از یک سوءقصد جان سالم به در بردند. فردی با خودروی خود اتوبوس حامل خانواده سلطنتی را مورد حمله قرار داد. در جریان این حادثه ۱۷ نفر کشته و زخمی شدند. این حمله در روز ملکه اتفاق افتاد. پس از این حمله، رژه سلطنتی بلافاصله متوقف و تمام برنامه‌هایی که به مناسبت این روز ملی در نظر گرفته شده بودند، لغو شدند. پرچم‌های هلند نیز به حالت نیمه‌برافراشته درآمدند. دویچه وله فارسی، رادیو زمانه
- کرایسلر ورشکسته شد

شرکت اتومبیل‌سازی کرایسلر پس از ۸۴ سال اعلام ورشکستگی کرد. در عین حال گفتگوهای کرایسلر با شرکت فیات جهت خرید تا ۳۵٪ مالکیت کرایسلر ادامه دارد. سی‌ان‌ان، بیزنس ویک
- جایزه الکساندر لانگر به نرگس محمدی تعلق گرفت

جایزه بین‌المللی بنیاد الکساندر لانگر به نرگس محمدی فعال حقوق بشر و خبرنگار، نایب رئیس و سخنگوی کانون مدافعان حقوق بشر و رئیس هیئت اجرائی شورای صلح ایران تعلق گرفت. تغییربرای‌برابری، رادیو زمانه
- دانشجویان و استادان دانشگاه باکو به گلوله بسته شدند

در جریان یک قتل در دانشگاه باکو، در پایتخت جمهوری آذربایجان، ۱۳ دانشجو و استاد کشته شدند. دست کم ده نفر نیز در اثر اصابت گلوله زخمی شدند. دویچه وله فارسی